# Hydeomyces
Hydeomyces is een geslacht van schimmels behorend tot de familie Phaeosphaeriaceae. De typesoort is Hydeomyces desertipleosporoides.

## Soorten
Volgens Index Fungorum telt het geslacht drie soorten (peildatum februari 2022):
| Soortnaam                       | Auteur(s)                                   | Publicatiejaar |
| ------------------------------- | ------------------------------------------- | -------------- |
| Hydeomyces desertipleosporoides | Maharachch., H.A. Ariyaw., Wanas. & Al-Sadi | 2019           |
| Hydeomyces hydei                | Maharachch. & Wanas.                        | 2021           |
| Hydeomyces pinicola             | J.F. Zhang, J.K. Liu & Z.Y. Liu             | 2019           |